# Richard Jeni
Richard Jeni, właśc. Richard John Colangelo (ur. 14 kwietnia 1957 w Nowym Jorku, zm. 10 marca 2007 w Los Angeles) – amerykański aktor, komik.

## Filmografia
- 1988: Bird – Morello
- 1994: Maska – Charlie Schumaker
- 1997: Dad's Week Off – Bernie
- 1997: Spalić Hollywood – Jerry Glover
- 2000: Open Mic – on sam
- 2005: Aristocrats, The – on sam
- 2005: I Love the '90s: Part Deux – on sam

Gościnnie
- 1987–1997: Świat według Bundych – Eli
- 2001–2004: Rank – on sam